# Lee Yo-won
Đây là một tên người Triều Tiên, họ là Lee.
Lee Yo-won (Chosŏn'gŭl: 이요원, phiên âm Hán Việt: Lý Giao Nguyên, sinh ngày 9 tháng 4 năm 1980) là 1 nữ diễn viên Hàn Quốc.

## Sự nghiệp
Lee Yo Won sinh ngày 9 tháng 4 năm 1980 tại thành phố Hàn Quốc. Năm 1997, vào năm thứ hai trung học, được bạn bè động viên, Lee Yo Won tham dự một cuộc thi người mẫu và giành chiến thắng. Sau cuộc thi, cô đã ra mắt trên số 11 của tạp chí thời trang hàng tháng Figaro. Năm 1998, cô chính thức debut làm diễn viên thông qua phim điện ảnh Scent of a man. Trong khi đóng bộ phim đầu tiên này, Lee Yo Won đôi khi đã khóc vì các staff chỉ khen ngợi diễn xuất của các diễn viên khác. Sau đó, một vài staff đã thấy những giọt nước mắt của cô và nhận xét cô khóc rất tốt. Đó là lần đầu tiên cô tin tưởng vào diễn xuất của mình. Với sự tự tin đó và nhận được sự chú ý nhiều hơn từ các staff, Lee Yo Won nhận ra cô muốn theo đuổi nghề diễn viên này.
Trong bộ phim thứ hai của mình, Lee Yo Won đóng vai Gal Chi, nhân viên tại một cây xăng, trong Attack the Gas Station – bộ phim đã bán được 2,4 triệu vé. Năm 2001 Lee Yo Won có bước đột phá lớn trong bộ phim truyền hình KBS Blue Mist. Lần đầu tiên, Lee Yo Won đóng vai chính trong một bộ phim truyền hình và nó đã trở thành một hit lớn. Trong phim cô vào vai người phụ nữ trẻ vướng vào lưới tình với 1 người đã có gia đình. Trong cùng năm đó, năm 2001, Lee Yo Won đóng một trong ba vai chính trong movie Take care of my cat. Bộ phim được chọn là một trong 5 bộ phim hay nhất năm 2001 trên tạp chí Cine Seoul đồng thời cũng mang về cho cô giải Nữ diễn viên mới xuất sắc. Trong cuộc phỏng vấn của tạp chí Elle Korea vào năm 2009, Lee Yo Won đã chia sẻ Take care of my cat là tác phẩm đáng nhớ nhất của cô.
Năm 2003, ở tuổi 22, Lee Yo Won đã gây ngạc nhiên khi thông báo cô sẽ kết hôn và tạm ngừng sự nghiệp diễn xuất để cùng chồng sang Mỹ.
Năm 2005, Lee Yo Won đã trở lại trong bộ phim truyền hình của đài SBS Fashion 70’s.
Năm 2007, Lee Yo Won tham gia phim truyền hình Surgeon Bong Dal Hee vào vai bác sĩ thực tập Bong Dal Hee, một người bị bệnh tim bẩm sinh nhưng có nhiệt huyết và tấm lòng nhân ái cùng với sự cầu tiến đã vượt qua khó khăn và bệnh tật để đứng vào hàng ngũ bác sĩ phẫu thuật của bệnh viện Hàn Quốc. Bộ phim đạt thành công lớn với mức rating xấp xỉ 30%. Với bộ phim này, Lee Yo Won đã đạt được 5 giải thưởng trong lễ trao giải cuối năm của SBS. Trong năm này Lee Yo Won cũng tham gia phim điện ảnh May 18, là một trong những bộ phim ăn khách của lịch sử điện ảnh Hàn Quốc.
11/2008, cô đến TP. Hạ Long để làm từ thiện trong khuôn khổ chương trình Love Charity của đài tVN
Năm 2009, cô thực hiện một series phim truyền hình cổ trang với mức rating cao nhất trong năm Queen Seon Deok. Lee Yo Won vào vai chính Công chúa Doekman/Nữ hoàng Seondeok, người sở hữu sức mạnh quyền lực và trí tuệ phi thường. Trong một cuộc phỏng vấn với Star News, Lee Yo Won chia sẻ rằng cô không thích diễn vai phụ nữ mong manh, yếu đuối nữa và rất hào hứng với vai diễn trong Queen Seon Deok lần này. Ban đầu, một số người e ngại diễn xuất của cô có thể không phù hợp với vai này vì trong drama gần nhất cô vào vai Na In Jung, 1 cô gái nhạy cảm và yếu đuối. Nhưng đạo diễn và biên kịch của Queen Seon Deok cho rằng cô có thể hoàn thành tốt vai diễn này vì Na In Jung trong Bad love phải nhạy cảm như thế và cô ấy đã hoàn thành tốt vai diễn đó, họ tin tưởng vào diễn xuất của cô. Và dĩ nhiên, bộ phim đã thành công vang dội, Lee Yo Won đã hoàn thành xuất sắc vai diễn của mình. Trong vai diễn đối lập nhau giữa Lee Yo Won với Go Hyun Jung, không thể tránh khỏi sự so sánh từ phía khán giả, Lee Yo Won đã khiêm tốn trả lời rằng tiền bối Go Hyun Jung diễn xuất tốt hơn và thể hiện nhân vật chân thực hơn cô.
Năm 2010, bộ phim tiếp theo của Lee Yo Won là movie The Recipe đóng cùng Lee Dong Wook được công chiếu vào cuối tháng 10. Cô xuất hiện trong buổi ra mắt tại Liên hoan Phim Quốc tế Pusan. Trong cuộc phỏng vấn, Lee Yo Won đã cho biết lý do cô nhận tham gia phim này vì muốn hợp tác với 1 nữ đạo diễn khác sau kinh nghiệm tuyệt vời có được từ Take care of my cat. Mặc dù ban đầu cô miễn cưỡng để vào vai người-phụ-nữ-mong-manh nhưng nhà sản xuất phim Jang Jin và đạo diễn Lee Seo Goon đã thuyết phục rằng, đây chính là vai diễn dành cho cô. Bộ phim được mang đi tham dự Liên hoan phim Beclin lần thứ 61.
Năm 2011, Lee Yo Won tiếp tục thử thách mình qua vai diễn 2 trong một trong bộ phim 49 days. Nói về đề tài linh hồn, Lee Yo Won vào vai Yi Kyung-cô gái u sầu, ko còn khát vọng sống. Ban ngày, sau khi bị linh hồn cô gái Ji Hyun nhập vào, cô lại trở thành một cô gái hồn nhiên, tươi sáng như ánh mặt trời.
2012 là một năm đầy bận rộn của Lee Yo Won khi cô nhận vai nữ chính trong 2 movie Suspect X (Perfect Number) và Fists of Legend đồng thời tham gia bộ phim truyền hình Horse Doctor của đài MBC.
Trong Suspect X, cô vào vai Hwa Sun vì bảo vệ con mình mà ngộ sát, một nhà toán học thiên tài đã quyết định bao che cho cô, tạo ra bằng chứng giả để cô được vô tội. Trong khi ở movie Fists of Legend cô vào vai người đứng đầu một đội ngũ sản xuất và sự nghiệp của người phụ nữ mạnh mẽ, người sở hữu "đội huyền thoại". Movie này được công chiếu vào đầu năm 2013.
Tháng 9.2012 cô trở lại màn ảnh nhỏ với phim cổ trang y khoa Horse Doctor vai Kang Ji Nyung. Nhân vật của cô là một người phụ nữ tiến bộ trong triều đại Joseon xưa. Lee Yo Won nói rằng Kang Ji Nyung giống như một sự kết hợp giữa Queen Seon Deok và Bong Dal Hee vậy. Sự hiện diện của cô trong bộ phim này được bàn luận khá nhiều, không phải bởi kỹ năng diễn xuất của cô mà vì bộ phim quá tập trung vào xây dựng hình tượng cho nam chính mà từ đó làm lãng phí tài năng diễn xuất của Lee Yo Won. Tuy nhiên, cô vẫn nhận được khá nhiều sự yêu mến từ khán giả thông qua vai diễn này.
Sau khi bộ phim Horse Doctor kết thúc vào đầu năm 2013, Lee Yo Won lại sớm trở lại màn ảnh nhỏ với vai nữ chính Choi Seo Yoon, một người phụ nữ thông minh là con út của một gia đình giàu có trong Empire Of Gold. Bởi vì có người anh trai vô dụng và người chị yếu đuối, cô đã phải từ bỏ ước mơ của mình mà đứng ra bảo vệ sản nghiệp bô cô đã gây dựng bằng cả cuộc đời ông. Bộ phim bắt đầu phát sóng vào ngày 1.7

## Đời sống cá nhân
1. 1 2 3 4  "이요원" (bằng tiếng Hàn). NAVER. Truy cập ngày 21 tháng 10 năm 2015.
2. ↑  "이요원" (bằng tiếng Hàn). Management Koo. Bản gốc lưu trữ ngày 18 tháng 12 năm 2013. Truy cập ngày 21 tháng 10 năm 2015.

Năm 2003, ở tuổi 22, Lee Yo Won đã gây ngạc nhiên khi thông báo cô sẽ kết hôn. Ngày 10.1.2003 Lee Yo Won kết hôn với doanh nhân/tay golf chuyên nghiệp Park Jin Woo. Lee Yo Won tạm ngừng sự nghiệp diễn xuất để cùng chồng sang Mỹ.
Năm 2004, cô có con gái đầu lòng.
Năm 2014 và 2015, cô có con gái thứ hai và con trai đầu lòng

## Phim tham gia

### Phim truyền hình
- Green Mothers' Club (JTBC, 2022)
- The Running Mates: Human Rights (OCN, 2019)
- Social Club (TvN, 2017)
- Night Light (MBC, 2016)
- Ms Temper & Nam Jung Gi (2016)
- Empire Of Gold (SBS, 2013)
- Mã Y (MBC, 2012)
- 49 days (SBS, 2011)
- Nữ hoàng Seon Deok (MBC, 2009)
- Bad Love (KBS2, 2007)
- Bác sĩ Bong Dal Hee (SBS, 2007)
- Fashion 70's (SBS, 2005)
- Daemang (SBS, 2002)
- Pure Heart (KBS2, 2001)
- Blue Mist (KBS2, 2001)
- Tough Guy's Love (KBS2, 2000)

### Phim điện ảnh
- My little brother (2017)
- Fists of Legend (2013)
- Perfect number (2012)
- The recipe (2010)
- May 18 (2007)
- Gwang-tae, Gwang-shik’s Brother (2005)
- Surprise Party (2002)
- A.F.R.I.K.A.(2002)
- Take Care of My Cat (2001)
- Attack the Gas Station (1999)
- Scent of a Man (1998)

## Giải thưởng
- - 2013 SBS Drama Awards : Best Actress ("Empire of Gold")
  - 2013 SBS Drama Awards : Ten Star Award ("Empire of Gold")
- 2011 SBS Drama Awards: Best Actress for Producer's Choice Award - (49 Days)
- 2011 SBS Drama Awards: Top Ten Star Award - (49 Days)
- 2010 Indosiar Mania Awards: Most Favorite Asian Actress - (Queen Seon Deok)
- 2010 Asia Model Festival Awards: Special Award for Asian Drama - (Queen Seon Deok)
- 2009 10th Korean Media Ceremony: Photogenic Award - (Queen Seon Deok)
- 2009 Grime Awards: Best Actress Award - (Queen Seon Deok)
- 2009 MBC Drama Awards: Best Couple Award (with Kim Nam Gil - Queen Seon Deok)
- 2009 MBC Drama Awards: Top Excellence Award Actress -(Queen Seon Deok)
- 2007 SBS Drama Awards: Top Excellence Award - Actress - (Surgeon Bong Dal Hee)
- 2007 SBS Drama Awards: Best Couple Award (with Lee Bum Soo - (Surgeon Bong Dal Hee)
- 2007 SBS Drama Awards: Popularity Award - (Surgeon Bong Dal Hee)
- 2007 SBS Drama Awards: Netizens' Choice Award - (Surgeon Bong Dal Hee)
- 2007 SBS Drama Awards: Top Ten Stars Award - (Surgeon Bong Dal Hee)
- 2005 SBS Drama Awards: Excellence Award, Special Planning Drama - Actress - (Fashion 70's)
- 2005 SBS Drama Awards: Top Ten Stars Award (Fashion 70's)
- 2002 SBS Drama Awards: New Star Award (Daemang)
- 2001 22nd Blue Dragon Awards: Best New Actress Award -(Take Care of My Cat)
- 2001 9th Spring History Film Festival: Best Actress Award - (Take Care of My Cat)
- 2001 37th Baeksang Arts Awards: Best New Actress Award - (Take Care of My Cat)
- 2001 KBS Drama Awards: Popularity Award (Blue Mist)